# Gnaphosa xieae
Gnaphosa xieae är en spindelart som beskrevs av Zhang och Yin 200. Gnaphosa xieae ingår i släktet Gnaphosa och familjen plattbuksspindlar. Inga underarter finns listade i Catalogue of Life.